# St. Anger (album)
St. Anger is het achtste studioalbum van Metallica dat uitkwam in 2003. De stijl hierop was anders dan op de eerdere albums van Metallica, dit was een reden waarvoor veel fans kritiek op dit album hadden.

## Some Kind of Monster
De film Some Kind of Monster werd gemaakt tijdens de opnamesessies van St. Anger. In het begin hadden ze nog geen bassist. De opnamesessies hebben lang stilgelegen met de afwezigheid van James Hetfield die naar een afkickkliniek ging. Toen hij uiteindelijk terugkwam werkte hij alleen van 12:00 tot 16:00. Robert Trujillo werd de nieuwe bassist, toen de opnames verder gingen.

## Tracklist
| 1.                 | Frantic              | 5:50 |
| 2.                 | St. Anger            | 7:21 |
| 3.                 | Some kind of monster | 8:25 |
| 4.                 | Dirty window         | 5:25 |
| 5.                 | Invisible kid        | 8:30 |
| 6.                 | My world             | 5:46 |
| 7.                 | Shoot me again       | 7:10 |
| 8.                 | Sweet amber          | 5:27 |
| 9.                 | The unnamed feeling  | 7:08 |
| 10.                | Purify               | 5:14 |
| 11.                | All within my hands  | 8:48 |
| Totale duur: 75:04 |                      |      |